# Hazowyk-ChHW Charków
Hazowyk-ChHW Charków (ukr. Спортивний клуб «Газовик-ХГВ» Харків, Sportywnyj Kłub "Hazowyk-ChHW" Charkiw) – ukraiński klub piłkarski z siedzibą w Charkowie. Założony w roku 2001.
Do 2008 występował w rozgrywkach ukraińskiej Drugiej Lihi. 

## Historia
Chronologia nazw:
- 2001—25 marca 2008: Hazowyk-ChHW Charków (ukr. «Газовик-ХГВ» Харків)

Klub Hazowyk-ChHW został założony w roku 2001 i reprezentował przedsiębiorstwo CharkówHazWydobutok (ChHW). Od sezonu 2003/04 występował w Drugiej Lidze. W sezonie 2007/08 klub ukończył tylko 19 kolejek. Postanowieniem Biura PFL od dnia 25 marca 2008 roku został skreślony z listy PFL. Klub rozformowano.

## Sukcesy
- 6. miejsce w Drugiej Lidze (1 x):

2004/05

## Inne
- FK Charków
- Metalist Charków